# Lijst van beschermd erfgoed in Rixensart
Onderstaande tabel geeft een overzicht van de beschermde erfgoederen in de gemeente Rixensart. Het beschermd erfgoed maakt deel uit van het cultureel erfgoed in België.
| Object | Bouwjaar/architect | Deelgemeente | Adres | Coördinaten                   | Nummer?                | Afbeelding |
| --- | ------------------ | ------------ | ----- | ----------------------------- | ---------------------- | --- |
| Kasteel en zijn dependances |                    |              |       | 50° 42' 56" NB, 4° 32' 10" OL | 25091-CLT-0001-01 Info | Kasteel en zijn dependances                                                                                             |
| Kasteel en omliggende terreinen |                    |              |       | 50° 43' 26" NB, 4° 32' 42" OL | 25091-CLT-0002-01 Info | Kasteel en omliggende terreinen                                                                                         |
| Kapel en de omringende bomen op de kruising van de rue de Bruxelles en rue du Tilleul |                    |              |       | 50° 44' 18" NB, 4° 33' 10" OL | 25091-CLT-0003-01 Info | |
| "La Grande Bruyère" |                    |              |       | 50° 43' 7" NB, 4° 30' 41" OL  | 25091-CLT-0005-01 Info | |
| Vallei van de Lasne |                    |              |       | 50° 43' 26" NB, 4° 32' 42" OL | 25091-CLT-0006-01 Info | |
| Marais de Genval, gelegen aan de samenvloeiing van de Lasne en de Argentine |                    |              |       | 50° 43' 34" NB, 4° 31' 41" OL | 25091-CLT-0007-01 Info | |
| Berging van de linkeroever van de Lasne, driehoekig perceel van de samenvloeiing van de Lasne en Argentinië en een bufferzone tussen de natte partijen en de rue de Limalsart |                    |              |       | 50° 43' 34" NB, 4° 31' 41" OL | 25091-CLT-0008-01 Info | |
| Delen van het gebouw "Villa Beau Site", avenue des Combattants n°17, te weten: het dak, vier muren met inbegrip van het toegangsbordes aan de zijkant, de kap over de bordes en de balustrade aan de voorkant van de gevel op straatniveau, plafonds wanden en vloer van de lobby op de begane grond inbegrip van deuren en koperwerk, het hele behang en wastafel, het kleine sanitair van de uitbreiding van de hal, deuren, pich-pin op de tweede verdieping inclusief wasbak |                    |              |       | 50° 43' 0" NB, 4° 30' 6" OL   | 25091-CLT-0009-01 Info | |
| De gevels en daken van het kasteel van de Prinsen van Mérode, uitgesloten de bijgebouwen en de kerk Sainte-Croix (1937) |                    |              |       | 50° 42' 56" NB, 4° 32' 10" OL | 25091-PEX-0001-01 Info | De gevels en daken van het kasteel van de Prinsen van Mérode, uitgesloten de bijgebouwen en de kerk Sainte-Croix (1937) |